# Endorheisch

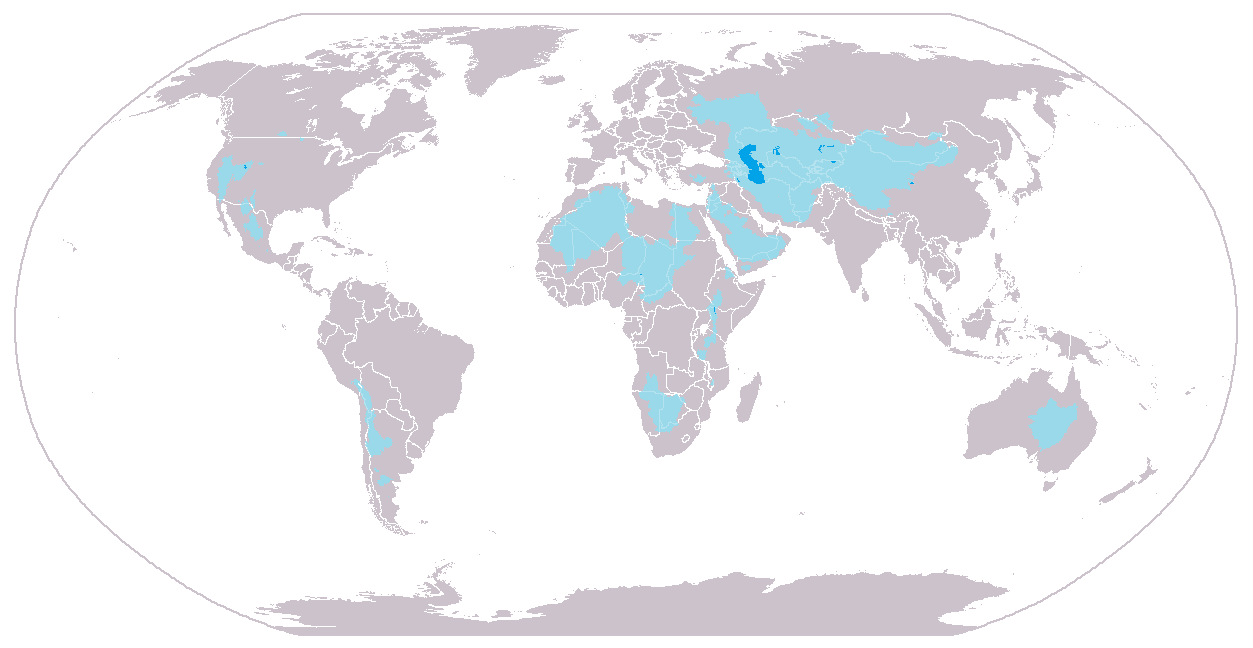
Die größten Regionen der Erde mit endorheischen Gewässersystemen

Endorheisch (altgriechisch ἔνδον endon „innen“; ῥεῖν rhein „fließen“) nennt man in den Geowissenschaften Einzugsgebiete, die keinen Abfluss ins Meer besitzen. Der Gegenbegriff ist exorheisch (Entwässerung ins Meer). Einige Hydrologen unterscheiden außerdem arheische Gebiete, das sind solche, die ausschließlich unterirdisch entwässern, meist Karstgebiete.

## Endorheische Becken
Endorheische Becken nennt man die Gebiete der Erde, die nicht in die Ozeane entwässern, sondern eigenständige Gewässersysteme ausbilden. Diese Gebiete umfassen etwa 13 Prozent der globalen Landoberfläche. Das Endgewässer nennt man endorheisches Gewässer (bei permanenter Wasserführung auch Endsee). Trotz des großen Einzugsgebiets trägt der Abfluss endorheischer Flüsse nur 1,9 Prozent zum globalen Abfluss bei; dies liegt daran, dass es sich weit überwiegend um aride Gebiete handelt.

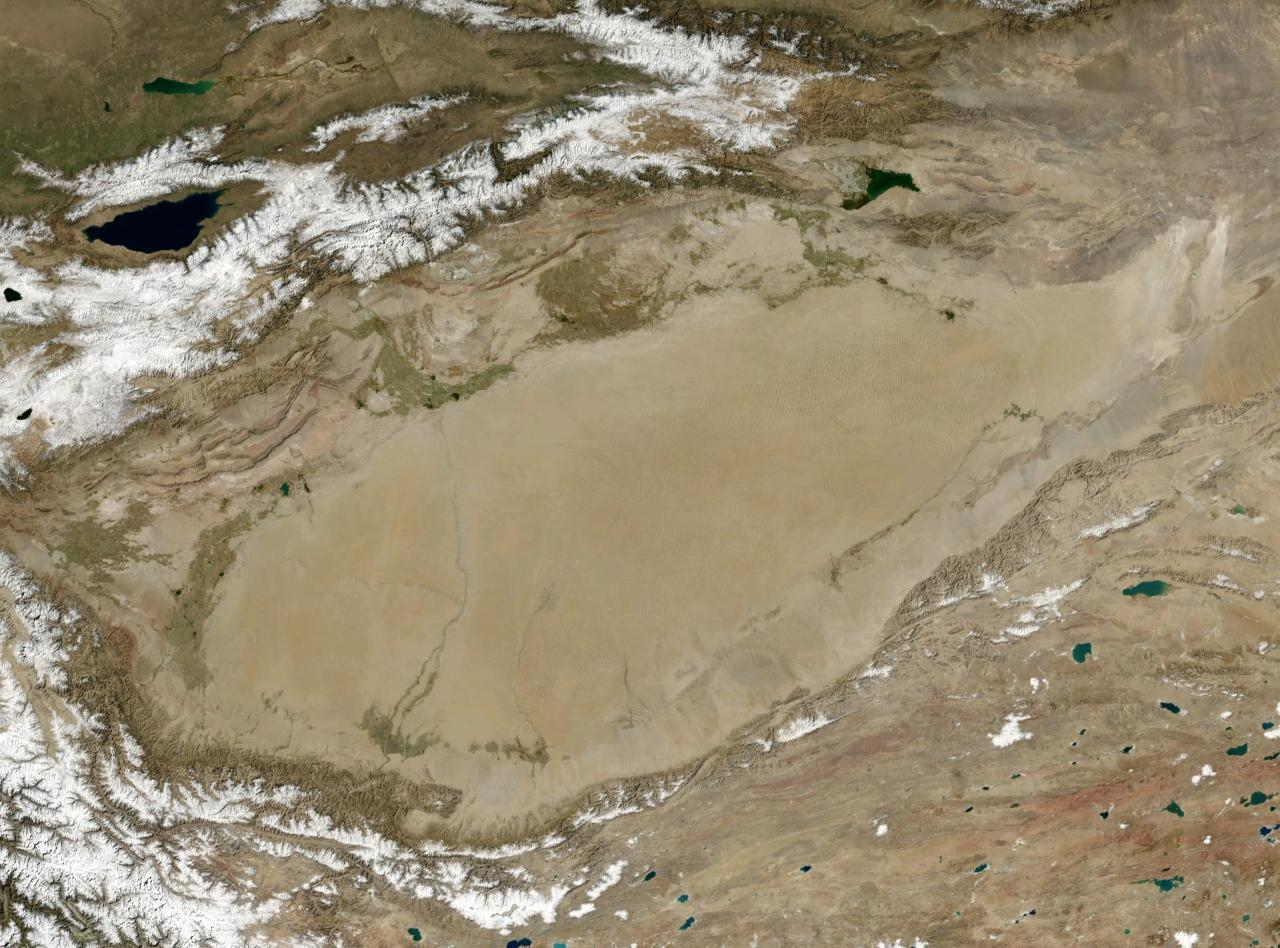
NASA-Photo des Tarimbeckens

Das größte endorheische Gebiet der Welt ist das zentralasiatische Becken, mit den Einzugsgebieten des Kaspischen Meeres, des Aralsees und des Balchaschsees; das östliche Europa hat Anteil daran über das Einzugsgebiet der Wolga, das zum Kaspischen Meer hin entwässert, es macht etwa 19 Prozent der Fläche des Kontinents aus. Allein das Einzugsgebiet des Kaspischen Meeres macht mit drei Millionen Quadratkilometern etwa zwei Prozent der globalen Landoberfläche aus; das Einzugsgebiet des Aralsees misst weitere zwei Millionen Quadratkilometer. Weitere bedeutende endorheische Flüsse darin sind etwa Ili, Tarim, Syrdarja, Amudarja und Ural.
Das größte endorheische (und arheische) Gebiet Nordamerikas ist das Große Becken in Nevada und Utah mit Ausläufern nach Kalifornien, Oregon und Idaho, allein etwa die Hälfte des endorheischen Areals dieses Kontinents (insgesamt etwa zehn Prozent). Insgesamt machen die Einzugsgebiete endorheischer Flüsse in Nordamerika aber mit nur etwa zwei Prozent global den geringsten Anteil aller Kontinente aus, der Rest der Becken ist arheisch. In Australien ist das größte endorheische Gebiet die Lake-Eyre-Senke, mit 1,14 Millionen Quadratkilometern etwa ein Sechstel des Kontinents. Das größte endorheische Gebiet Südamerikas ist das Einzugsgebiet des Titicacasees.

## Endorheische Flüsse
Als endorheischer Fluss (manchmal auch Binnenfluss genannt) wird entsprechend ein Fluss bezeichnet, der nicht ins Meer entwässert, sondern in ein endorheisches Stillgewässer (Beispiele: Wolga zum Kaspischen Meer, Jordan zum Toten Meer) oder sich in ein abflussloses Becken ergießt (Beispiele: Binnendelta des Okavango, Onyx zu einem der McMurdo Dry Valleys). Der Begriff ist von der Flussschwinde abzugrenzen, bei der ein Fließgewässer seinen Lauf gänzlich verliert, ohne in eine Senke zu münden – so kann ein Fluss auch nur darum schwinden, weil in aridem Klima mehr Wasser verdunstet als nachfließt oder zu fließen aufhört (Beispiel: Wadis der Sahara), oder bei durchlässigem Boden versickert (Versickerungsstrecke, etwa Schwemmkegel der Südalpenflüsse in die Poebene) oder verschluckt wird (Ponore der Karstgewässer).

## Endorheische Seen
Ein endorheischer See ist ein abflussloser See, der das durch die Zuflüsse zuströmende Wasser nur durch Verdunstung verliert. Endorheische Seen sind häufig Salzseen.
Weitere typische endorheische Gewässer sind Kraterseen und Karseen nichtarider Zonen, die ebenfalls bei Starkregen oder während der Schneeschmelze zeitweise überlaufen können.

## Abfluss
Der Begriff Abfluss der Hydrologie impliziert, dass es sich um oberflächlichen Abfluss handelt – Grundwasseraustausch zwischen einem endorheischen Gebiet und Nachbararealen ist möglich. Nicht unter den Begriff ‚endorheisch‘ fallen aber Fortsetzungen als unterirdischer Wasserlauf (abflussloses Stillgewässer, Schwinde oder Verschlingung). Hauptcharakteristik ist, dass das Wasser primär nur verdunstet – es bildet sich in Seen unter Umständen hohe Salinität aus (Totes Meer, Großer Salzsee, aber nicht unbedingt: Neusiedlersee). Beim Aralsee oder beim Tschadsee ist die Verdunstung so stark, dass sie aufgrund übermäßiger Wasserentnahme gänzlich zu verschwinden beginnen. Ein Beispiel für ein intermittierendes Gewässer ist die Etosha-Pfanne, ein den beiden vorgenannten vergleichbarer ehemaliger Salzsee, heute eine Salzwüste, die nach Ausnahmeereignissen zum Flachwassersee wird.
Flache Becken endorheischer Entwässerungssysteme (Pfannen) können bei Starkwasser überlaufen, es entstehen dann episodische Abflüsse (Beispiel: Okavango-Becken, entwässert unter Umständen bis in die 300 km entfernte Makgadikgadi-Pfanne).